# Beaufort-en-Vallée
Pour les articles homonymes, voir Beaufort et Vallée (homonymie).
Beaufort-en-Vallée est une ancienne commune française située dans le département de Maine-et-Loire, en région Pays de la Loire, devenue le 1er janvier 2016, une commune déléguée de la commune nouvelle de Beaufort-en-Anjou.

## Géographie
La ville de Beaufort-en-Vallée se situe dans le Baugeois, entre Angers et Saumur, au cœur du Parc naturel régional Loire-Anjou-Touraine.

## Histoire

### Préhistoire et Antiquité
L’origine de Beaufort-en-Vallée se situe au lieu-dit Saint Pierre du Lac, ancienne cité lacustre dont les outils préhistoriques sont visibles dans les vitrines du musée Joseph-Denais.

### Moyen Âge
Beaufort s’est ensuite déplacé vers la butte, ancien oppidum gallo-romain dont la situation stratégique permit la construction du château fort.
Cette cité comtale (Bellum Forte) qui naquit autour d’une chapelle érigée au pied de ce château à partir du XIe siècle, est riche d’histoire de France,. Foulques Nerra a pu faire édifier autour de la forteresse, un écheveau de ruelles et de maisons qui constituent encore de nos jours un cadre ancien digne d’intérêt. La terre de Beaufort relève directement des comtes d'Anjou. En 1200, elle est dans le douaire d'Isabelle d'Angoulême, la femme du comte-roi Jean sans Terre ; en 1206, Philippe Auguste la confie au sénéchal Guillaume des Roches ; puis Louis VIII l'attribue avec l'Anjou à son fils cadet Charles.
Vers 1230, les auteurs du Lancelot en prose, le plus grand monument littéraire du XIIIe siècle, situent à Beaufort-en-Vallée la colline où meurt Ban de Benoïc, le père de Lancelot, ainsi que le Lac de la fée Viviane, le fameux lac qui donne son nom complet au héros : Lancelot du Lac. Selon le chercheur Goulven Péron on peut même indiquer avec précision les lieux de la légende tels qu'évoqués par les auteurs médiévaux. La colline où se situe le château serait la colline du roi Ban de Benoic et le village de Saint-Pierre-du-Lac l'emplacement ancien du Lac où Lancelot passe son enfance à l'abri des guerres, bien sûr légendaires, qui ravagent l'Anjou arthurien.

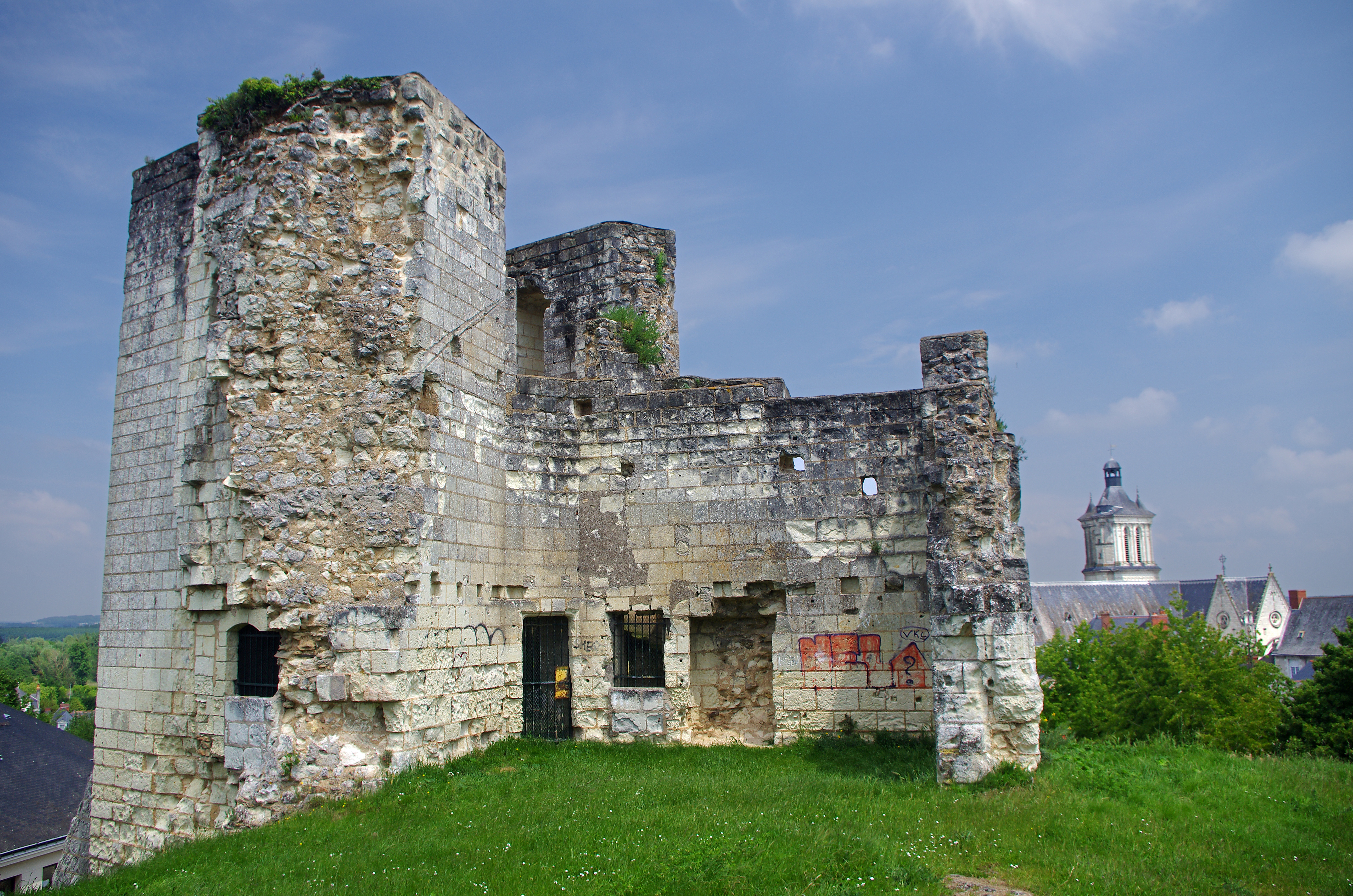
Château comtal des Roger de Beaufort.

En 1340, fut instituée la sénéchaussée royale de Beaufort-en-Anjou. Elle relevait directement du Parlement de Paris.
Le cardinal Pierre Roger fut élu pape, à Avignon, le 19 mai 1342, sous le nom de Clément VI. Le 27 mai, Philippe VI de Valois accorda 1 000 livres de rente à Guillaume II Rog(i)er (1290-1380) dans les comtés du Maine et d’Anjou. Le frère du nouveau pape se vit attribuer, la même année, les fief, châtellenie et prévôté de Beaufort-en-Vallée. Jean de Normandie, comte d'Anjou et du Maine, ayant transformé ledit fief en vicomté en juin 1344 — le roi Philippe confirma cette donation perpétuelle en février 1346 — Guillaume Rog(i)er fit restaurer le château dès 1345. Puis la faveur royale en fit un comté en avril 1347, tout en exemptant de chevauchée le nouveau comte.
Les Rog(i)er tinrent Beaufort jusqu'en 1421 : d'abord le fils aîné de Guillaume II, Guillaume III Rog(i)er, (1332-1395) suivi de son fils Raymond Rog(i)er, vicomte de Turenne (1352-1413), auquel succéda sa propre fille Antoinette Roger (1380-1416), femme du maréchal Boucicaut (1364-1421). D'autres branches de la famille Roger, issues d'autres enfants de Guillaume II, prétendent alors au comté de Beaufort : - la branche de Nicolas (1340-1415), fils cadet de Guillaume II, père de Jean de Limeuil (1370-† assassiné en 1420) et de Pierre de Turenne (né vers 1400-† vers 1444/1445 ; souche d'autres vicomtes de Turenne, dont sa fille aînée la vicomtesse Anne Rog(i)er de Beaufort, † après 1479) ; - la branche de Marquis/Marquès/Marc Rog(i)er baron de Canilhac, un autre fils puîné de Guillaume II Roger, souche des Beaufort-Canillac fondus ensuite dans les Montboissier ; - et le dernier fils de Guillaume II, Raymond Rog(i)er vicomte de Valernes et de Cornillon, sans postérité.
Mais ces prétentions restent vaines, contestées par la Couronne et sans que l'hommage féodal soit prêté ni l'aveu rendu : concrètement la terre de Beaufort demeure dans la main de la Maison royale de Valois, et Charles VII, par lettres du 1er novembre 1461, incorpore le comté de Beaufort au duché d'Anjou. Le 24 avril 1469, René (1409-1480), cousin issu de germain du roi Charles, duc d'Anjou, comte de Provence et du Maine depuis 1434, indemnise les héritiers Roger de Beaufort (dont la vicomtesse Anne de Turenne) pour 30 000 écus d'or.
Durant la guerre de Cent Ans les Anglais s'établissent dans les principaux châteaux de la région : Beaufort, Sablé, le Louroux… Il fallut attendre Du Guesclin et le seigneur de Maillé pour reprendre ces positions.
Au milieu du XVe siècle, le roi René d’Anjou acquiert le château, le fait réaménager, puis le donne à sa 2e femme Jeanne de Laval, épousée en septembre 1454. On trouve encore des traces des anciens remparts qui ont été détruits au XIXe siècle : seuls subsistent deux tours et un pan de murailles.
La duchesse-reine Jeanne de Laval (1433-1498) complète le château d’une nouvelle tour, la tour octogonale, en 1459. Avec Jeanne, la région connaît la prospérité.
En 1480, Jeanne de Laval organise et dirige la sénéchaussée de Beaufort ; le comté lui est confié par son mari René, mais avec une imprécision juridique : douaire, jouissance viagère, ou don en pleine propriété ? ; par son testament du 22 juillet 1474, son mari René d'Anjou lui lègue Beaufort, mais en avait-il bien le droit ?
Louis XI estima que non et reprit le comté en 1480-1483 avec le duché d'Anjou, mais son fils Charles VIII en laissa finalement la jouissance à la duchesse-veuve Jeanne de Laval.
La bienfaitrice Jeanne donne de nombreux avantages aux habitants, notamment par l'ordonnance du 1er  mai 1471, elle réglemente l'usage des prairies communales (jouissance des biens communaux). « Sa statue haute de deux mètres, érigée par les Beaufortais en 1842 sur une colonne d’ordre corinthien de douze mètres, se trouve sur la place qui porte son nom. Elle tourne les yeux vers la statue du roi René à Angers ».

### Ancien Régime
François Ier donne le duché d'Anjou avec le comté de Beaufort à sa mère Louise de Savoie (1476-1531) : dès 1515, elle cède la terre de Beaufort en pleine propriété à son demi-frère René de Tende (né vers 1473-† 1525 ; alias le Grand bâtard de Savoie), puis au fils aîné de ce dernier, Claude (1507-1566/1569). Le 31 décembre 1559, le comté de Beaufort fait retour au duché d'Anjou, mais reste concrètement aux Savoie-Tende (Honorat, né vers 1511-† 1580 ; fils cadet de René) sous forme d'engagement.
François d'Anjou (1555-1584) le possède dans le duché d'Anjou dont il est apanagé, et le dernier duc apanagé d'Anjou, Louis, comte de Provence, l'aura également. Mais en fait Beaufort connaîtra bien d'autres comtes engagistes ; ainsi, au XVIe siècle : Pierre Leroyer (en août 1586, contre 32 000 écus), et Puicharic (en 1589) ; au XVIIe siècle : Scipion Sardini en 1605 (aussi maître de Chaumont, Serrant, Rochefort), Henri de Beaumanoir-Lavardin, Richelieu et son beau-frère le maréchal Urbain de Maillé-Brézé, père de Claire-Clémence, la femme du Grand Condé ; au XVIIIe siècle : Elisabeth-Rosalie d'Estrées, fille du maréchal Jean II (en 1727), enfin François-André Oger (à la veille de la Révolution).
En 1575, le Beaufortais Jehan Chardavoine publie à Paris le premier recueil de chansons populaires, sous le titre Recueil des plus belles et excellentes chansons en forme de voix de ville tirées de divers autheurs et poètes françois tant anciens que modernes ausquelles a été nouvellement adaptée la musique de leur chant commun.
La prospérité continue aux XVIIe et XVIIIe siècles, avec le développement de l’hôpital puis l’essor de l’industrie de toiles à voiles. Avant la Révolution, Beaufort est l’une des plus importantes et riches villes de l’Anjou. Beaufort a gardé la trace de son passé en de nombreuses hôtels et logis : le logis Launault, l’hôtel-Dieu, l’hospice édifié au XVIIIe siècle avec des pierres des ruines du château.

### Époque contemporaine
Lors de la guerre de 1870, 24 habitants sont tués.
De grands travaux sont encore réalisés à la fin du XIXe siècle : construction des halles en 1842 pour le marché de Chanvre, et de l’immeuble du musée par la Caisse d’épargne en 1898 à 1904 pour y installer, le 1er  novembre 1905, les collections que le journaliste Joseph Denais avait données à la Mairie.
Pendant la Première Guerre mondiale, 155 habitants perdent la vie. Lors de la Seconde Guerre mondiale, 13 habitants sont tués.
Vers 1960, l’horticulture se développe avec l’aménagement hydraulique de la vallée de l’Authion. Elle demeure aujourd’hui, avec l’agro-alimentaire, le principal atout de la région.

## Politique et administration

### Administration municipale

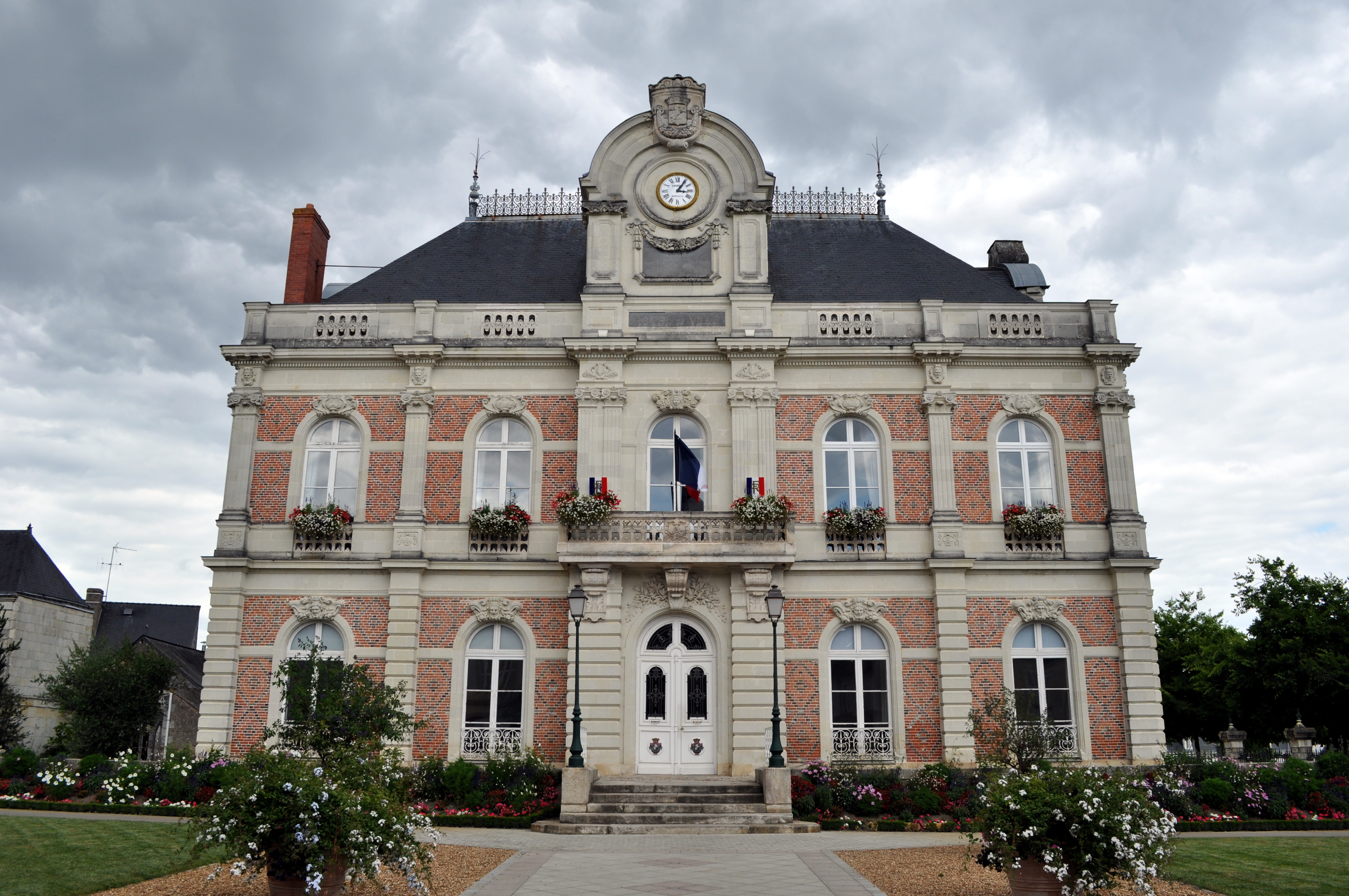
Mairie de Beaufort-en-Vallée.

#### Administration actuelle
Depuis le 1er janvier 2016, Beaufort-en-Vallée constitue une commune déléguée au sein de la commune nouvelle de Beaufort-en-Anjou et dispose d'un maire délégué.
| Période      | Période      | Identité                 | Étiquette | Qualité                     |
| ------------ | ------------ | ------------------------ | --------- | --------------------------- |
| janvier 2016 | janvier 2023 | Jean-Charles Taugourdeau | LR        | Chef d'entreprise horticole |
| janvier 2023 | En cours     | Julien Seillé            | SE        | Chargé d'études voiries     |

#### Administration ancienne
| Période                                  | Période              | Identité                      | Étiquette        | Qualité |
| ---------------------------------------- | -------------------- | ----------------------------- | ---------------- | --- |
| Les données manquantes sont à compléter. |                      |                               |                  | |
| 1798                                     | 1800                 | Bourcier                      |                  | |
| 20 juin 1800                             | 1830                 | François Marie Danquetil      |                  | |
| 1830                                     | 1842                 | René Jean Beconnais Languedoc |                  | |
| 1842                                     | 1844                 | Quelin                        |                  | |
| 1844                                     | 1862                 | Alphonse Dubost               |                  | |
| 1862                                     | 1871                 | Froger                        |                  | |
| 1871                                     | 1877                 | Grimoux                       |                  | |
| 1877                                     | 1881                 | Pierre Adolphe Meffray        |                  | |
| 1881                                     | 1888                 | Grimoux                       |                  | |
| 1888                                     | 1892                 | René Geslin                   |                  | |
| 1892                                     | 1900                 | Pierre Meffray                |                  | |
| 1900                                     | 1904                 | Chevalier                     |                  | |
| 1904                                     | 1919                 | René Geslin                   |                  | |
| 1919                                     | 1925                 | Louis Baillif                 |                  | |
| 1925                                     | 1945                 | Émile Gilardeau               |                  | |
| 1945                                     | 1947                 | Guy de Rosemont               |                  | |
| 1947                                     | 1953                 | Armand Chaineau               |                  | |
| 1953                                     | 1959                 | René Coupry                   |                  | |
| 1959                                     | 1959                 | Bernard Carlier               |                  | |
| 1959                                     | février 1991 (décès) | Roger Serreau                 | DVD puis UDF-CDS | Notaire Conseiller général de Beaufort-en-Vallée (1965 → 1991) |
| février 1991                             | décembre 2015        | Jean-Charles Taugourdeau      | RPR puis UMP     | Chef d'entreprise horticole Député de Maine-et-Loire (3e circ.) (2002 → 2020) Conseiller général de Beaufort-en-Vallée (1991 → 2002) Président de la CC de Beaufort-en-Anjou (1999 → 2014) |

### Ancienne situation administrative
Jusqu'à sa fusion avec Gée, la commune est membre de la communauté de communes de Beaufort-en-Anjou, elle-même membre du syndicat mixte Pays des Vallées d'Anjou.

## Population et société

### Démographie

#### Évolution démographique
L'évolution du nombre d'habitants est connue à travers les recensements de la population effectués dans la commune depuis 1793. À partir du 1er janvier 2009, les populations légales des communes sont publiées annuellement dans le cadre d'un recensement qui repose désormais sur une collecte d'information annuelle, concernant successivement tous les territoires communaux au cours d'une période de cinq ans. 
Pour les communes de moins de 10 000 habitants, une enquête de recensement portant sur toute la population est réalisée tous les cinq ans, les populations légales des années intermédiaires étant quant à elles estimées par interpolation ou extrapolation. Pour la commune, le premier recensement exhaustif entrant dans le cadre du nouveau dispositif a été réalisé en 2004,.
En 2013, la commune comptait 6 523 habitants, en évolution de +6,97 % par rapport à 2008 (Maine-et-Loire : +3,3 %, France hors Mayotte : +2,49 %).
| 1793  | 1800  | 1806  | 1821  | 1831  | 1836  | 1841  | 1846  | 1851  |
| ----- | ----- | ----- | ----- | ----- | ----- | ----- | ----- | ----- |
| 6 214 | 5 990 | 5 958 | 5 972 | 5 914 | 5 993 | 5 474 | 5 423 | 5 207 |

| 1856  | 1861  | 1866  | 1872  | 1876  | 1881  | 1886  | 1891  | 1896  |
| ----- | ----- | ----- | ----- | ----- | ----- | ----- | ----- | ----- |
| 5 245 | 5 260 | 5 120 | 5 146 | 4 960 | 4 757 | 4 627 | 4 492 | 4 278 |

| 1901  | 1906  | 1911  | 1921  | 1926  | 1931  | 1936  | 1946  | 1954  |
| ----- | ----- | ----- | ----- | ----- | ----- | ----- | ----- | ----- |
| 4 222 | 4 104 | 4 038 | 3 387 | 3 325 | 3 262 | 3 171 | 3 306 | 3 253 |

| 1962  | 1968  | 1975  | 1982  | 1990  | 1999  | 2004  | 2009  | 2013  |
| ----- | ----- | ----- | ----- | ----- | ----- | ----- | ----- | ----- |
| 3 544 | 3 623 | 4 048 | 4 720 | 5 364 | 5 390 | 5 623 | 6 250 | 6 523 |

#### Pyramide des âges
La population de la commune est relativement âgée. Le taux de personnes d'un âge supérieur à 60 ans (22,5 %) est en effet supérieur au taux national (22,1 %) et au taux départemental (21,4 %).
À l'instar des répartitions nationale et départementale, la population féminine de la commune est supérieure à la population masculine. Le taux (50,9 %) est du même ordre de grandeur que le taux national (51,6 %).
La répartition de la population de la commune par tranches d'âge est, en 2008, la suivante :
- 49,1 % d’hommes (0 à 14 ans = 22,9 %, 15 à 29 ans = 16,8 %, 30 à 44 ans = 21,3 %, 45 à 59 ans = 19,6 %, plus de 60 ans = 19,3 %) ;
- 50,9 % de femmes (0 à 14 ans = 20,8 %, 15 à 29 ans = 15,5 %, 30 à 44 ans = 20 %, 45 à 59 ans = 19,3 %, plus de 60 ans = 24,4 %).

| Hommes | Classe d’âge | Femmes |
| ------ | ------------ | ------ |
| 0,3    | 90 ans ou +  | 1,1    |
| 7,2    | 75 à 89 ans  | 10,5   |
| 11,8   | 60 à 74 ans  | 12,8   |
| 19,6   | 45 à 59 ans  | 19,3   |
| 21,3   | 30 à 44 ans  | 20,0   |
| 16,8   | 15 à 29 ans  | 15,5   |
| 22,9   | 0 à 14 ans   | 20,8   |

| Hommes | Classe d’âge | Femmes |
| ------ | ------------ | ------ |
| 0,4    | 90 ans ou +  | 1,1    |
| 6,3    | 75 à 89 ans  | 9,5    |
| 12,1   | 60 à 74 ans  | 13,1   |
| 20,0   | 45 à 59 ans  | 19,4   |
| 20,3   | 30 à 44 ans  | 19,3   |
| 20,2   | 15 à 29 ans  | 18,9   |
| 20,7   | 0 à 14 ans   | 18,7   |

## Économie
Sur 458 établissements présents sur la commune à fin 2010, 13 % relevaient du secteur de l'agriculture (pour une moyenne de 17 % sur le département), 7 % du secteur de l'industrie, 11 % du secteur de la construction, 55 % de celui du commerce et des services et 15 % du secteur de l'administration et de la santé.
La Zone d'activité Actival située à Beaufort-en-Vallée, la zone d'activité du Pré Barreau à Mazé et celle de Villiers à Fontaine-Guérin sont gérées par la communauté de communes de Beaufort-en-Anjou.

## Culture locale et patrimoine

### Lieux et monuments

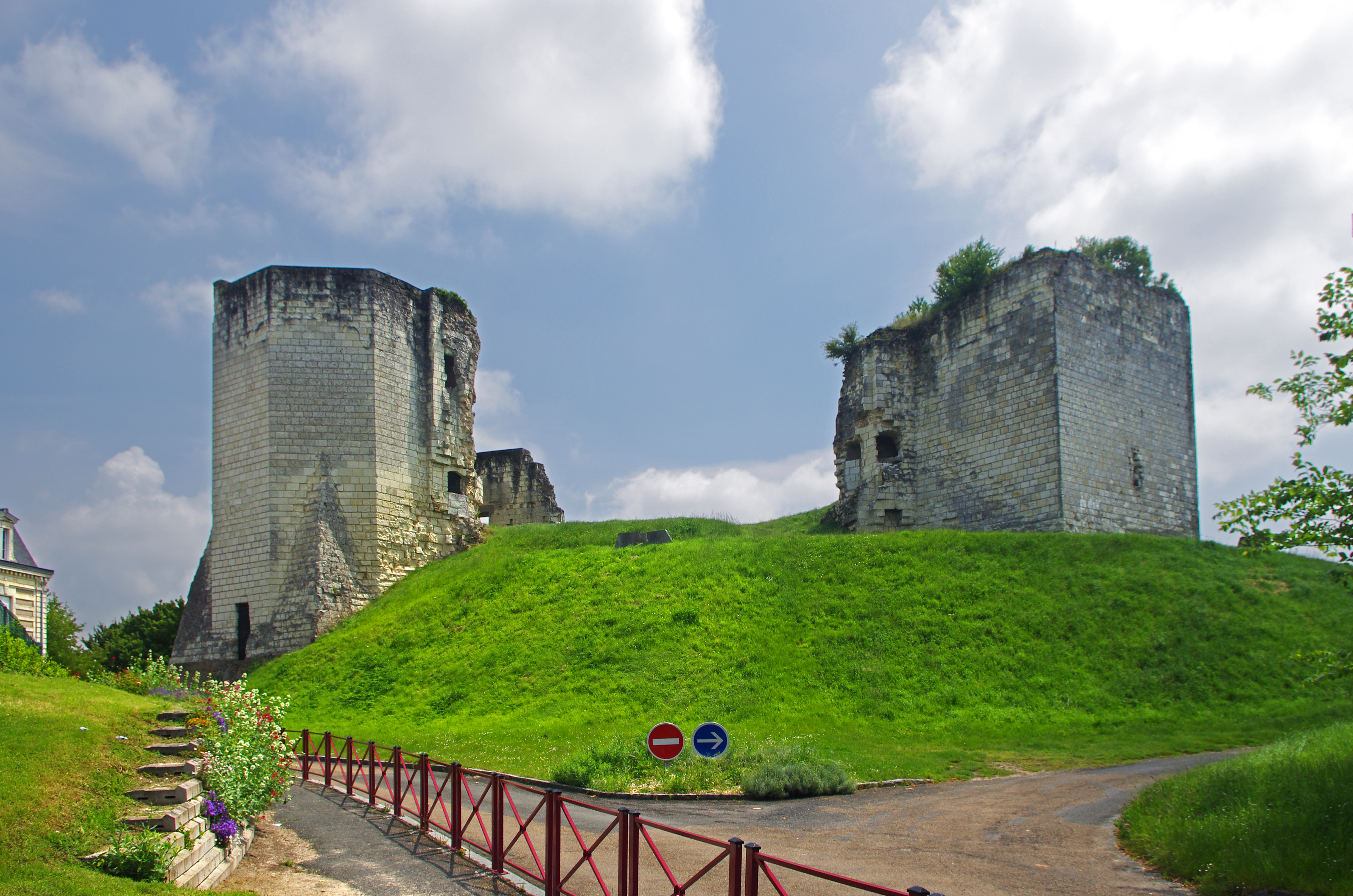
Château comtal en ruines des Roger de Beaufort et de Jeanne de Laval.

- En suivant le circuit découverte de Jeanne de Laval : son château, son église Notre-Dame, son musée (Musée Joseph-Denais), ses halles, ses sociétés de boules de fort, ses commerces, ses associations sportives, culturelles, etc.
- Couvent des religieuses hospitalières de Saint-Joseph-de-la-Flèche.
- Manoir de Princé.
- Prieuré d'Avrillé.

### Personnalités liées à la commune
- Guillaume II Roger (1290-1380), premier comte de Beaufort.
- Jeanne de Laval (1433-1498), figure emblématique de Beaufort-en-Vallée, sa statue se trouve sur la place centrale de Beaufort-en-Vallée.
- Jehan Chardavoine (v. 1537-v. 1580), compositeur de la Renaissance et l'un des premiers éditeurs connus de chansons populaires, connu pour son Recueil des plus belles et excellentes chansons en forme de voix de ville…, publié en 1575.
- Jean Nicolas Éloi Mathis (1771-1841), général des armées de la République et de l'Empire, y est décédé.
- Eugène Charles Bonamy (1808-1861), médecin du dépôt de mendicité de Nantes, il est décédé à Beaufort-en-Vallée.
- Joseph Besnard, né à Beaumont-en-Vallée le 12 février 1834, célèbre peintre verrier installé à partir de 1871 à Chalon-sur-Saône[20].
- Joseph Denais (1851-1916), journaliste, il a réuni dans un musée qui porte aujourd’hui son nom différentes collections sur sa ville natale et sur les civilisations européennes, égyptienne antique,…
- Martial Taugourdeau (1926-2001), médecin, homme politique, né à Beaufort-en-Vallée en 1926.
- Angélo Tulik (né en 1990), coureur cycliste français, y a vécu[21].